# 動漫向上推廣協會
動漫向上推廣協會（英語：Comic Up，簡稱：動漫向上或者動上），成立於2010年8月8日，是台灣境內的ACG界社會運動團體，主要負責籌辦ACG權益維護事宜及支援其他社運。
該會現時有兩個附屬組織，分別是「動漫向上推廣協會公開社團」和「動漫向上公民記者團」：前者為有關該會的意見交流討論區，後者則以動漫愛好者之角度進行新聞採訪和報道。目前該會和上述兩個附屬組織均未有正式實體總部。

## 歷史
2010年7月15日，台北市議員王鴻薇於部落格發表「暑假市圖讀書去，18禁書籍隨手可得身為家長我現在好擔心！」一文，將非限制級的輕小說《乃木坂春香的秘密》刻意抹黃並誣指為色情，將小說中一張普遍級的插畫打上馬賽克，稱其為「情色漫畫」、「藏汙納垢、春色無邊」，還虛構其「雜交」、「墮胎」的情節，引發爭議。
由於當時台灣社會並沒有任何ACG維權團體，一眾支持日本ACG的公眾人士就於2010年8月8日宣告成立動漫向上推廣協會，旨在為動漫愛好人士權益發聲，並試圖改善一切針對動漫文化的各種誤解、偏見、扭曲、抹黑、抹黃或歧視。
同時大學生蔡昀東召集其他ACG愛好者連署「反對政治人物為選票消費動漫同好」，並由該會辦理於2010年8月28日在台北市議會進行的抗議。該會遂在記者會上批評王鴻薇議員以及其政黨論壇的管理員的行為，並提出修正分級制度的訴求。

## 發起支援ACG之活動或示威行動
- 2010年9月26日「王鴻薇出來面對」台北市議會抗議行動
- 2014年8月6日「自己小孩自己教，還我平等閱聽權」反對以保護兒童之名打壓動漫作品行動[9][10]
- 2014年「PF21自主清掃團」
- 2015年「FF25自主清掃團」

## 參與社運
- 2013年1月1日參與反媒體壟斷運動
- 2013年起參與秋鬥，2015年起擔任秋鬥執行委員[11]

## 現況
自2015年後，動漫向上推廣協會已甚少參與公眾活動，粉絲專頁也不再更新。除動漫向上推廣協會公開社團成員仍繼續討論相關議題外，協會曝光度大減。

## 爭議

### 示威行動被政治化
2014年8月，該會所舉行的「自己小孩自己教，還我平等閱聽權」示威行動被部分網民指是「被政治化」、「以政治消費動漫」。事緣有泛綠背景的太陽花學運意見領袖高調表態聲援動漫向上推廣協會，抗議具泛橘背景的親民黨台北市議員黃珊珊涉嫌抹黑和打壓《笨蛋測驗召喚獸》、《變態王子與不笑貓》、《戀曲寫真》等在Animax台灣頻道播出的電視動畫，及有泛藍背景的中國國民黨台北市議員汪志冰指控臺北市立圖書館中崙分館沒有將「輔導級」的《桃色佳人》、《壞壞的他》等漫畫與普遍級書籍隔離。其後該會發出聲明回應：「本次行動中，有學運期間的意見領袖對此行動表示聲援及闡述個人之見解，本會皆予以尊重，但其意見並不代表本會立場……並非只有『政黨政治』或『藍綠政治』才是政治……今天之所以針對黃珊珊議員，並不是因為她的政黨，而是她的言行；換作是其他任何政黨的政治人物做出同樣的行為，我們一樣會站出來反對。」

### 僭越以參與社運
該會被部分網民質疑協會僭越而參與和ACG維權無關的社運，該會回應：「大部分的改革與社會運動，最終都必須回歸體制，而體制內的規範又是由誰在管理的？正是大家恨之入骨的『政治人物』。我們應該要做的是善盡公民責任來監督這些政治人物以防止他們濫權，以及如何在各種政治的拉鋸間取得最大的利益，而非為了自清一味的逃避政治」。又引用著名的古希腊哲学家柏拉圖的話：
|          | 拒絕參與政治的懲罰之一，就是被糟糕的人統治。 |
| ——柏拉圖 |                                              |

### 僭越以代表整體
該會被部分網民質疑僭越而代表所有ACG大眾發言，該會回應：「動漫向上推廣協會『不會主張』也『沒有能力』代表所有的動漫迷，動漫迷只是一個共同嗜好所構成的群體，我們尊重每個個體不同的立場與意志。並且在台灣這個民主自由的社會裡，每個人都有平等的發言和表態權力。動漫向上推廣協會作為一個以動漫迷為主的社運團體，我們以動漫迷的角度和眼光詮釋社會議題，屬於言論自由範圍，並不表示我們有權力代表整個動漫文化圈。相同的，即便您不認同我們所主張的立場，同樣也可號召一群和您意見相同的動漫迷為之表態。」

## 外部連結
- 動上粉絲專頁
- 動上社團討論區
- 秀樹 爽哥｜PeoPo 公民新聞 （页面存档备份，存于）
- 動漫向上推廣協會｜苦勞網 （页面存档备份，存于）
- 《綠色逗陣──黑鬥不服從》 （页面存档备份，存于）
- 寶島新聲專訪動漫向上推廣協會成員 （页面存档备份，存于）